# Pascal Blanc
Le pascal blanc est un cépage essentiellement cultivé  dans le sud de la France. Il entre dans les assemblages de quelques vins d'appellation d'origine contrôlée dont les côtes-du-ventoux et le vin de Cassis.

## Région de production
Le Pascal est un cépage plutôt rustique qui se cultive plutôt en Provence.

## Synonymes
Brun Blanc, Jacobin violet, Pascal, Pascaou Blanc, Plant Pascal et Plant Pascolu.